# Крюковский сельский округ (Московская область)
Крюковский сельский округ — упразднённая административно-территориальная единица, существовавшая на территории Наро-Фоминского района Московской области в 1994—2006 годах.
Крюковский сельсовет был образован в первые годы советской власти. По данным 1923 года он входил в состав Наро-Фоминской волости Звенигородского уезда Московской губернии.
В 1924 году к Крюковскому с/с был присоединён Юматовский с/с.
13 октября 1925 года из Крюковского с/с были выделены Мауринский и Скугровский с/с, но уже в 1926 году они были присоединены к нему обратно. В 1927 году Мауринский и Скугровский с/с вновь были выделены из Крюковского с/с.
В 1926 году Крюковский с/с включал село Крюково, деревни Маурино, Ратчина, Скугорово и Юматово, также совхоз, больницу и лесной завод.
В 1929 году Крюковский сельсовет вошёл в состав Наро-Фоминского района Московского округа Московской области. При этом к нему вновь были присоединены Мауринский и Скугровский с/с.
14 июня 1954 года к Крюковскому с/с был присоединён Любановский сельсовет.
21 мая 1959 года к Крюковскому с/с были присоединены селения Бельково, Большие Горки, Григорово и Литвиново упразднённого Первомайского с/с
30 декабря 1962 года Наро-Фоминский район был упразднён и Крюковский с/с вошёл в Звенигородский сельский район. 11 января 1965 года Крюковский с/с был возвращён в восстановленный Наро-Фоминский район.
9 марта 1977 года из Назарьевского с/с в Крюковский были переданы селения Бавыкино, Слепушкино и Шубино.
3 февраля 1994 года Крюковский с/с был преобразован в Крюковский сельский округ.
В ходе муниципальной реформы 2004—2005 годов Крюковский сельский округ прекратил своё существование как муниципальная единица. При этом все его населённые пункты были переданы в Сельское поселение Ташировское.
29 ноября 2006 года Крюковский сельский округ исключён из учётных данных административно-территориальных и территориальных единиц Московской области.